# Южное (Забайкальский край)
Ю́жное — село в Борзинском районе Забайкальского края России. Административный центр сельского поселения «Южное». Основано в 1968 году.

## География
Село находится в южной части Забайкальского края, при автодороге А350, к западу от железнодорожной линии Борзя — Забайкальск Забайкальской железной дороги, на расстоянии примерно 13 км (по прямой) к югу от города Борзя, административного центра района.
Климат
Климат характеризуется как резко континентальный с продолжительной морозной и малоснежной зимой и тёплым (временами жарким), неравномерно увлажнённым летом. Средняя температура воздуха самого холодного месяца (января) составляет от −26 °C до −29 °C; средняя температура самого тёплого месяца (июля) — 19 — 21 °C. Среднегодовое количество атмосферных осадков составляет 250—310 мм.
Часовой пояс
Село Южное, как и весь Забайкальский край, находится в часовой зоне МСК+6. Смещение применяемого времени относительно UTC составляет +9:00.

## Население
| 2010 | 2012 | 2013 | 2014 | 2015 | 2021 |
| ---- | ---- | ---- | ---- | ---- | ---- |
| 629  | ↘611 | ↘607 | ↘590 | ↘577 | ↘467 |

Половой состав
По данным Всероссийской переписи населения 2010 года, в гендерной структуре населения мужчины составляли 48,3 %, женщины — соответственно 51,7 %.
Национальный состав
Согласно результатам переписи 2002 года, в национальной структуре населения русские составляли 86 % из 714 чел.

## Улицы
| - ул. Даурская, - ул. Мира, - ул. Новая, - ул. Олимпийская, | - ул. Садовая, - ул. Советская, - ул. Широкая, - ул. Школьная. |